# ヒイラギ (魚)
ヒイラギ（柊、柊魚、鮗、学名：Nuchequula nuchalis）は、スズキ目ヒイラギ科に分類される魚の一種。東アジア温帯域の内湾や汽水域に多い小型魚である。かつてはセイタカヒイラギ属 Leiognathus に分類されたため、学名を Leiognathus nuchalis と掲載した文献も多い。
棘・発音・発光・口の伸長など特徴が多く、日本では西日本各地で多種多様な地方名で呼ばれ、地域によっては食用する。

## 形態
成魚は全長15cmに達するが、10cm前後のものが多い。体は強く側扁し楕円形に近く、広葉樹の葉のような形状である。後頭部が高く突き出て段差ができるので、同様の分布を示すオキヒイラギ Equulites rivulatus と区別できる。体色は青みがかった銀白色だが、後頭部に黒褐色の斑点がある。また背鰭の前半部も黒い。
背鰭は8棘条・16軟条、尻鰭は3棘条・14軟条からなる。腹鰭の1棘も含め、棘条はどれも鋭く発達している。体表は粘液が多量に分泌され、手で触れるとヌルヌルしている。体の後半部は微小で剥がれやすい鱗に覆われるが、頭部を含む体の前半部には鱗が無い。
口は比較的小さく唇も薄いが、前下方に筒のように突き出すことができる。また、上下の咽頭歯を擦り合わせ、発音する。食道に発光バクテリアを共生させ、暗所で発光もする。

## 生態
本州中部以南の西日本・朝鮮半島南部・東シナ海西岸・台湾まで分布する。なお、琉球列島では同じヒイラギ科の近縁種が多く見られるものの、ヒイラギは沖縄本島だけの記録にとどまり、オキヒイラギは分布しない。
内湾の砂泥底に生息し、港などで数十尾ほどの小さな群れを作って泳ぐ姿が見られる。また、河口などの汽水域にもよく進入する。食性は肉食性で、多毛類や甲殻類など小型のベントス（底生生物）を捕食する。採餌の際には口を筒のように伸ばし、これらの小動物を吸い込む。
産卵期は初夏で、直径0.6-0.7mmの分離浮遊卵を産む。

## 日本での地方名
標準和名「ヒイラギ」は長崎での呼び名にちなむが、分布域に入る西日本の海沿いの地方ではさまざまな地方名で呼ばれている。
ギチ（東京）、ギラ（千葉）、ジンダ（ジンダベラとも）、ネコゴロシ（ネコマタギとも）（静岡）、ゼンメ（愛知）、ネコナカセ（浜名湖）、ギンタ（和歌山）、ネラギ（大阪）、ダイチョオ（兵庫）、ネコクワズ（淡路島）、エノハ（鳥取）、ギギ、ゲッケ（岡山）、ギンギン、ギンガー（広島）、カガミトリ（山口）、ニイラギ（愛媛）、ニロギ（高知）、トンマ、トンバ（福岡）、ヒイラギ（長崎）、シイバ・シイノフタ（熊本）、ネコクワズ（徳島）、ハナタレエバ (宮崎) 、ネコマタギ、イタイタ、シノハ(京都府宮津市)など
地方名の由来も、銀色に光ること・小骨が多くて可食部が少なく「ネコも嫌がる」こと・体型が木の葉形で周囲に棘がありヒイラギの葉に似ること・発音することなど、さまざまである。鳥取ではエノハ（榎の葉）と呼ばれるが、九州の一部ではエノハといえば淡水魚ヤマメを指す地域もあるので、注意が必要である。

## 日本での利用

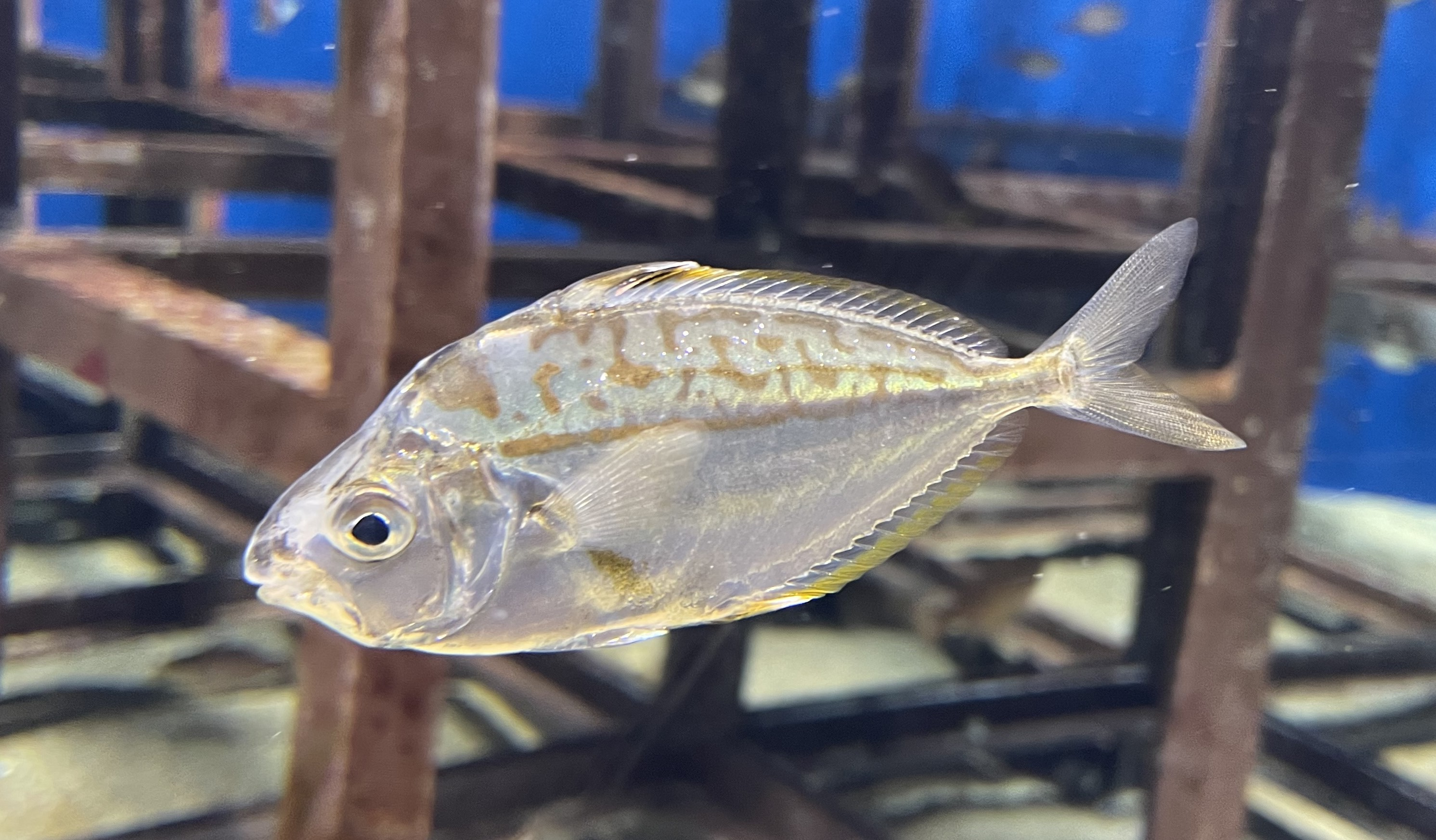
マリンワールド海の中道の飼育個体。

地引き網・刺し網・釣りなどの沿岸漁業で漁獲される。群れで行動するので、多数が同時に漁獲されやすい。粘液で滑るうえに鰭の棘条は鋭いので、素手で触れると刺さりやすい。そのため、鮮魚の取り扱いには注意が必要である。
平たい小型魚なので可食部が少なく、さらに取り扱い時に滑る・刺さるということもあり嫌う人も多いが、地方によっては食用にされる。身質はアジ類に似た白身で、塩焼き・唐揚げ・干物・吸い物の椀種・酢の物・煮付けなどに利用される。骨は堅いが、酢に数時間ほど浸すと軟らかくなる。